# Colina Aukštojas
La colina Aukštojas es el punto más alto de toda Lituania; se encuentra en las Tierras Altas de Medininkai, bosque de Migūnai, aproximadamente a 24 kilómetros al sureste de la capital, Vilna. Su elevación fue medida en 2004 con un resultado de 293,84 metros por especialistas del Instituto de Geodesia de la Universidad Técnica Vilnius Gediminas, usando la tecnología GPS. Previamente, la colina Juozapinė, con 292,7 metros, era considerada oficialmente el punto más alto del país. En 1985, se suscitaron sospechas por Rimantas Krupickas, un geógrafo lituano, acerca de que la colina Juozapinė no era realmente el punto más alto de Lituania. La colina Aukštojas se encuentra aproximadamente 500 metros al oeste de Juozapinė.
El uso dedicado de la tierra donde la colina de Aukštojas se encuentra situada ha sido cambiado por el gobernador del condado de Vilna de agrícola al turismo y la cultura. La cumbre de la colina tiene un bosquecillo de pinos. La institución pública "Lietuvos viršūnės", liderada por Vladas Vitkauskas, el montañero más destacado de Lituania, está promoviendo esfuerzos para designar a la colina Aukštojas como un monumento geográfico en la históricamente importante región de Medininkai.
El nombre "Aukštojas" fue sugerida por Libertas Klimka, un profesor de historia en la Universidad Pedagógica de Vilna, y fue el ganador de un concurso para decidir el mejor nombre para la recientemente descubierta elevación. Aukštėjas (Aukštojas, Aukštujis) fue una de las más importantes deidades en la antigua mitología lituana; era considerado el creador del mundo. La colina fue "bautizada" el 20 de junio de 2005, durante una ceremonia no oficial. El nombre fue aprobado provisionalmente por el consejo del municipio de Vilna el 18 de noviembre de 2005. 
Un nombre alternativo, "Colina Aukštėjas", fue descartado como candidato por la comisión estatal sobre el lituano, sobre la base de que el sufijo ("-ėj-") no era adecuado para un topónimo; "Aukštėjas" ha sido aprobado por la comisión solo como un nombre para la deidad.